# Miss You Already
Miss You Already è un film del 2015 diretto da Catherine Hardwicke e con protagoniste Drew Barrymore e Toni Collette.

## Trama
Jess e Milly sono amiche da sempre, condividono ogni cosa assieme. Una volta cresciute ed entrambe sposate, qualcosa fa cambiare le loro vite per sempre e questo le unirà ancora più del dovuto.

## Produzione
Il progetto prende vita nel febbraio 2012, quando Paul Andrew Williams viene scelto come regista e co-sceneggiatore insieme a Morwenna Banks, con Jennifer Aniston protagonista.
Il 22 aprile 2014 viene annunciato che il film verrà diretto da Catherine Hardwicke, con Rachel Weisz e Toni Collette protagoniste e non più la Aniston. Il 5 settembre, Drew Barrymore sostituisce Rachel Weisz, mentre gli attori Dominic Cooper, Paddy Considine e Jacqueline Bisset si aggiungono al cast.

### Riprese
Le riprese del film iniziano a Londra il 7 settembre 2014 e vengono effettuate anche nel North York Moors.

## Distribuzione
Il primo trailer del film viene diffuso l'11 luglio 2015.
Il film è stato presentato in anteprima il 12 settembre 2015 al Toronto International Film Festival. La pellicola è stata distribuita nelle sale cinematografiche britanniche a partire dal 25 settembre 2015.